# Bedotia albomarginata
Bedotia albomarginata är en fiskart som beskrevs av Sparks och Rush 2005. Bedotia albomarginata ingår i släktet Bedotia och familjen Bedotiidae. Inga underarter finns listade.